# Lajos Kiss
Lajos Kiss, né le 22 mai 1934 et mort le 31 août 2014, est un kayakiste hongrois.
Il participe aux Jeux olympiques d'été de 1956 et remporte la médaille de bronze dans l'épreuve du K-1 1000 m.

## Palmarès

### Jeux olympiques
- Jeux olympiques de 1956 à Melbourne,  Australie
  -  Médaille de bronze en K-1 1 000 m.